# Bastia
Bastia je město na Korsice v departementu Haute-Corse a regionu Korsika. Má 37 000 obyvatel. V Bastii je průměrně 340 slunečných dnů v roce. Je největším městem severovýchodní oblasti ostrova, hlavním přístavem ostrova a městem s největším rozvojem podnikání a obchodu.

## Historie
Město bylo založeno v roce 1372 Janovany, kteří zde postavili pevnost. Za janovské nadvlády v roce 1452 se stalo hlavním městem ostrova a sídlem místní vlády. Korsičané dodnes na Bastii pohlížejí s despektem pro její kladný vztah k Janovanům. V roce 1811 přenesl Napoleon hlavní město do svého rodiště Ajaccia a Bastia začala upadat. Dynamický rozvoj následoval znovu po 2. světové válce.

## Památky
Čtvrť Terra Nova je jedním z nejtypičtějších příkladů korsické architektury. Dominantou je citadela, která stojí nad fotogenickým Starým přístavem (Vieux Port), stále využívaný rybářskými čluny, okolo nějž stojí starobylé obytné domy, kdysi obývané rodinami rybářů. Dnes v přístavu najdete četné kavárny a restaurace. Za přístavem začíná labyrint úzkých uliček, kde se návštěvníkovi naskytne příležitost nahlédnout do všedního života místních obyvatel. Mezi další pamětihodnosti patří: náměstí sv. Mikuláše se sochou Napoleona; bývalý palác janovské vlády; dům, v němž strávil dva roky dětství spisovatel Victor Hugo; guvernérský palác anebo etnografické muzeum, radnice.

## Sport
V Bastii a okolí sídlí fotbalové kluby CA Bastia, SC Bastia (Furiani) a ÉF Bastia (Biguglia).

## Vývoj počtu obyvatel
Počet obyvatel

## Partnerská města
- Erding
- Viareggio